# Rue du Tilleul (Bruxelles)
Pour les articles homonymes, voir Rue du Tilleul.
La rue du Tilleul (en néerlandais : Lindestraat) est une rue bruxelloise située sur la commune de Schaerbeek pour les numéros pairs et sur la commune d'Evere pour les numéros impairs. Elle va du carrefour de la rue Chaumontel, de la rue Walckiers et de la rue de Picardie jusqu'au carrefour de l'avenue Charles Gilisquet et de l'avenue Henri Conscience en passant entre autres par la chaussée de Helmet, la rue Pierre Mattheussens, la chaussée de Haecht et la rue Joseph Wauters.

## Histoire et description
La rue s'appelait précédemment rue de la limite.
Les tilleuls sont des arbres sauvages et ornementaux dont les fleurs odorantes et les bractées sont utilisées en infusions apaisantes et calmantes. Les tilleuls appartiennent à la famille des Tiliaceae selon la classification classique, ou à celle des Malvaceae selon la classification phylogénétique.
La numérotation des habitations va de 1 à 413 pour le côté impair et de 2 à 326 pour le côté pair.

## Transport public
Une future station de métro portera le nom de la rue. Les travaux devraient commencer en 2018.

## Adresses notables
à Evere :

- no 189 : MBMA - Musée bruxellois du moulin et de l'alimentation

à Schaerbeek :

- nos 38, 44-56, 180-194, 324B et 326 : Maisons du Foyer Schaerbeekois